# Narthecius grandiceps
Narthecius grandiceps là một loài bọ cánh cứng trong họ Laemophloeidae. Loài này được LeConte miêu tả khoa học năm 1863.